# Honorine Flore Lydie Magba
Honorine Flore Lydie Magba é uma diplomata da República Centro-Africana. É vice-chefe da missão nos Estados Unidos. Ela foi embaixadora na Costa do Marfim.